# 蓋瑞·弗雷澤
蓋瑞·弗雷澤（英語：Gary Fraser；1994年7月2日—）是一位蘇格蘭足球運動員。在場上的位置是後衛。他現在效力於蘇格蘭超級足球聯賽球隊巴特里足球俱樂部。